# Kwame Poku
Kwame Poku (Croydon, 11 agosto 2001) è un calciatore inglese naturalizzato ghanese, centrocampista del Peterborough Utd.

## Caratteristiche tecniche
È un esterno destro.

## Carriera

### Club
Nato a Croydon da genitori di origine ghanese, inizia a giocare a calcio a livello dilettantistico con Cray Wanderers e Worthing per poi passare al Colchester Utd nel mercato estivo del 2019. Fa il suo esordio fra i professionisti il 3 settembre in occasione dell'incontro di EFL Trophy vinto 3-2 contro il Gillingham; poche settimane più tardi realizza la sua prima rete nel match di Football League Two vinto 2-1 contro il Leyton Orient.
Nel maggio 2019 viene acquistato dal Colchester Utd. Dato il buon rendimento offerto il 5 dicembre 2019 rinnova il suo contratto con il club sino al 2022.
Il 2 agosto 2021 viene acquistato dal Peterborough Utd.

### Nazionale
Il 28 marzo 2021, alla prima convocazione, debutta con la nazionale ghanese giocando l'incontro di qualificazione per la Coppa d'Africa 2021 vinto 3-1 contro São Tomé e Príncipe.

## Statistiche
Statistiche aggiornate al 26 marzo 2021.

### Presenze e reti nei club
| Stagione        | Squadra         | Campionato      | Campionato | Campionato | Coppe nazionali | Coppe nazionali | Coppe nazionali | Coppe continentali | Coppe continentali | Coppe continentali | Altre coppe | Altre coppe | Altre coppe | Totale | Totale | Totale |
| Stagione        | Squadra         | Comp            | Pres       | Reti       | Comp            | Pres            | Reti            | Comp               | Pres               | Reti               | Comp        | Pres        | Reti        | Pres   | Reti   |        |
| --------------- | --------------- | --------------- | ---------- | ---------- | --------------- | --------------- | --------------- | ------------------ | ------------------ | ------------------ | ----------- | ----------- | ----------- | ------ | ------ | ------ |
| 2019-2020       | Colchester Utd  | FL2             | 31         | 5          | FACup+CdL       | 1+2             | 0               |                    | -                  | -                  | EFL Trophy  | 4           | 0           | 38     | 5      |        |
| 2020-2021       | Colchester Utd  | FL2             | 31         | 0          | FACup+CdL       | 1+1             | 0               |                    | -                  | -                  | EFL Trophy  | 2           | 1           | 35     | 1      |        |
| Totale carriera | Totale carriera | Totale carriera | 62         | 5          |                 | 5               | 0               |                    | -                  | -                  |             | 6           | 1           | 73     | 6      |        |

### Cronologia presenze e reti in nazionale
| Cronologia completa delle presenze e delle reti in nazionale ― Ghana | Cronologia completa delle presenze e delle reti in nazionale ― Ghana | Cronologia completa delle presenze e delle reti in nazionale ― Ghana | Cronologia completa delle presenze e delle reti in nazionale ― Ghana | Cronologia completa delle presenze e delle reti in nazionale ― Ghana | Cronologia completa delle presenze e delle reti in nazionale ― Ghana | Cronologia completa delle presenze e delle reti in nazionale ― Ghana | Cronologia completa delle presenze e delle reti in nazionale ― Ghana |
| Data                                                                 | Città                                                                | In casa                                                              | Risultato                                                            | Ospiti                                                               | Competizione                                                         | Reti                                                                 | Note                                                                 |
| -------------------------------------------------------------------- | -------------------------------------------------------------------- | -------------------------------------------------------------------- | -------------------------------------------------------------------- | -------------------------------------------------------------------- | -------------------------------------------------------------------- | -------------------------------------------------------------------- | -------------------------------------------------------------------- |
| 28-3-2021                                                            | Cape Coast                                                           | Ghana                                                                | 3 – 1                                                                | São Tomé e Príncipe                                                  | Qual. Coppa d'Africa 2021                                            | -                                                                    | 79’                                                                  |
| Totale                                                               |                                                                      | Presenze                                                             | 1                                                                    |                                                                      | Reti                                                                 | 0                                                                    |                                                                      |

## Palmarès

### Club

#### Competizioni nazionali
- Football League Trophy: 2

Peterborough United: 2023-2024, 2024-2025